# CSKA Moskwa (hokej na lodzie)
HK CSKA Moskwa (ros. ХК ЦСКА Москва) – rosyjski klub hokeja na lodzie z siedzibą w Moskwie.

## Informacje ogólne
- Pełna nazwa: Centralnyj Sportiwnyj Kłub Armii Moskwa
- Rok założenia: 1946
- Barwy: czerwono-niebieskie
- Lodowisko: CSKA Arena
- Pojemność hali: 12 100
- Drużyna juniorska: Krasnaja Armija Moskwa, występująca w rozgrywkach Młodzieżowa Hokejowa Liga.
- Klub farmerski stowarzyszony w WHL: THK Twer → od 2015 Zwiezda Czechow[3]
- Sponsor główny: Rosnieft

Przez lata prezydentem klubu był Wiktor Tichonow (w 2012 został prezydentem honorowym). W 2012 przewodniczącym rady nadzorczej klubu został Igor Sieczin (prezes firmy Rosnieft). W zarządzie zasiedli w lipcu 2013 Siergiej Fiodorow, Władisław Trietjak i Władimir Pietrow. W radzie nadzorczej był do tego czasu Wiaczesław Bykow. Siergiej Fiodorow został ponadto menedżerem generalnym zespołu, a jego doradcami Siergiej Niemczinow i Wasilij Tichonow (syn Wiktora).
Do 2018 drużyna CSKA rozgrywała mecze w Uniwersalnej Hali Sportowej CSKA, po czym przeniosła się do hali WTB Ledowyj Dworiec.

## Historia
Dotychczasowe nazwy
- CDKA – ЦДКА, Центральный дом Красной армии – Centralnyj Dom Kranoj Armii, Centralny Dom Armii Czerwonej Armii (1946-1951)
- CDSA – ЦДСА, Центральный Дом Советской армии – Centralnyj Dom Sowietskoj Armii, Centralny Dom Armii Sowieckiej Armii (1952-1954)
- CSK MO – ЦСК МО, Центральный Спортивный клуб Министерства обороны – Centralnyj Sportiwnyj Kłub Ministierstwa Obrony, Centralny Sportowy Klub Ministerstwa Obrony (1955-1959)
- CSKA – ЦСКА, Центральный Спортивный Клуб Армии – Centralnyj Sportiwnyj Kłub Armii, Centralny Sportowy Klub Armii (od 1960)

### Lata ZSRR

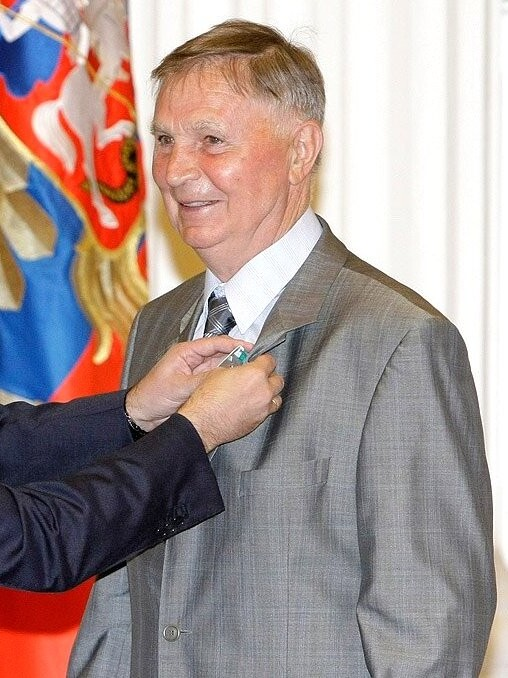
Prezes klubu Wiktor Tichonow

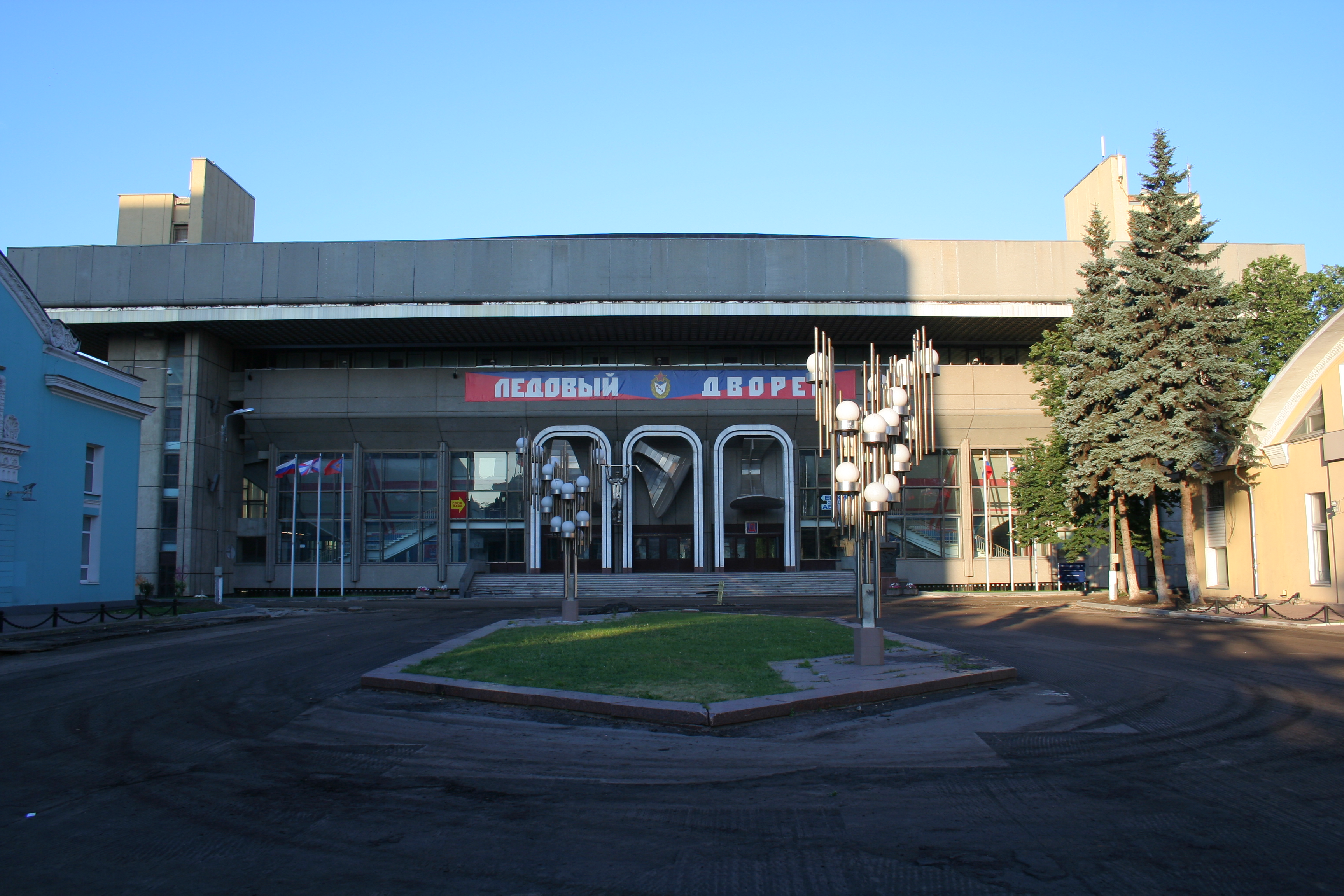
Uniwersalna Hala Sportowa CSKA

CSKA jest jednym z najbardziej utytułowanych klubów w historii sportu. Wywalczyli 32 mistrzostwa ZSRR w 46-letniej historii tych rozgrywek, w latach 1955–1989 nie zdobyli tylko 6 tytułów, zaś w latach 1977–1989 13 razy z rzędu wygrali ligę. Dla porównania, żaden zespół NHL nie zdobył Pucharu Stanleya więcej niż 5 razy z rzędu. Klub także nieomal zdominował rozgrywki o Puchar Europy. W latach 1969–1990 CSKA tylko dwa razy nie zdobyło pucharu, a w latach 1978–1990 wygrało te rozgrywki 12 razy z rzędu. Pierwszym trenerem drużyny był Anatolij Tarasow, który później był sławnym trenerem reprezentacji ZSRR. Tarasow trenował CSKA (sam lub z innymi trenerami) w latach (z małymi przerwami) 1946–1975. Największe sukcesy przyszły gdy drużynę zaczął prowadzić Wiktor Tichonow (obecnie prezydent klubu), który jednocześnie prowadził drużyną narodową.
CSKA mogło dominować przez tak długi okres, gdyż podczas ery radzieckiej klub był jednostką organizacyjną Armii Radzieckiej. Z tego powodu zespół nosi przydomek „Drużyna Armii Czerwonej”. Ponieważ wszyscy zdolni mężczyźni musieli służyć w wojsku, klub mógł wybierać najlepszych zawodników z innych drużyn. Jednocześnie kadry zawodnicze CSKA i reprezentacji ZSRR prawie całkowicie się pokrywały, co było jednym z czynników sowieckiej dominacji w rozgrywkach międzynarodowych od lat 50. XX wieku do wczesnych lat 90. XX wieku. Jednakże od końca lat 80. drużyna Armii Radzieckiej zanotowała znaczy spadek pozycji w lidze.
Dyscyplina w zespole była bardzo wysoka, zwłaszcza za Tichonowa. Zawodnicy trenowali przez 11 miesięcy w roku i mieli wtedy zakaz opuszczania koszar, nawet gdy byli w stanie małżeńskim. Jednakże dyscyplina zmalała wraz z upadkiem Związku Radzieckiego. CSKA pozostał jednym z najsilniejszych klubów w Rosji od czasu Związku Radzieckiego, choć zespół do tej pory nie zdobył medalu mistrzostw Rosji (w zeszłym sezonie klub był czwarty). Klub ucierpiał zwłaszcza na exodusie rosyjskich hokeistów do NHL. Jednym z najlepszych ataków w historii hokeja był atak drużyny CSKA z końca lat 80.: Władimir Krutow, Igor Łarionow i Siergiej Makarow (nosił przydomek „Atak KLM”). Cała piątka meczowa, w której grali także obrońcy Wiaczesław Fietisow i Aleksiej Kasatonow, była zwana „Zieloną Jednostką”. Była uważana za najlepszą piątkę europejskiego hokeja przez dekadę. Cała piątką w 1989 roku przeniosła się do NHL, z różnymi rezultatami. Krutow rozegrał tylko jeden sezon w Vancouver Canucks, Makarow (który zdobył Calder Memorial Trophy w 1990 roku) zakończył karierę w NHL w 1997 roku, Fietisow i Łarionow zdobyli dwa Puchary Stanleya z Detroit Red Wings przed zakończeniem kariery przez Fietisowa w 1998 roku; Łarionow zdobył Puchar Stanleya po raz trzeci w 2002 roku (również z Detroit) i zakończył karierę w 2004 w New Jersey Devils.

### CSKA i NHL
CSKA zagrał 36 spotkań przeciwko drużynom z NHL od 1975 do 1991 roku. Bilans jest korzystny dla Rosjan – 26 zwycięstw, 8 porażek i 2 remisy. 34 mecze rozegrano w ramach Super Series, w tym także podczas tourne po Ameryce Północnej w sezonie 1975/1976. Podczas Sylwestra 1975, CSKA rozegrał spotkanie przeciwko Montreal Canadiens. Mecz zakończył się remisem 3-3, ale został obwołany najlepszym meczem w historii jaki kiedykolwiek rozegrano.
Inny pamiętny mecz rozegrano 11 stycznia 1976 przeciwko Philadelphia Flyers, która broniła w tym czasie Pucharu Stanleya. Mecz wyróżnił się twardym atakiem ciałem Eda Van Impe, po którym czołowy napastnik CSKA, Walerij Charłamow, przez minutę leżał twarzą do lodu. Po tym jak sędzia nie odgwizdał przewinienia, trener CSKA, Konstantin Łoktiew, kazał opuścić swojej drużynie lód na znak protestu. Prezydent NHL Clarence Campbell kazał wrócić drużynie CSKA na lód i dokończyć mecz, który był transmitowany w wielu krajach na świecie, w innym wypadku Radziecki Związek Hokeja na Lodzie nie dostałby zapłaty za ten mecz. Ostatecznie spotkanie dokończono i CSKA przegrał 1-4.
Zawodnicy CSKA Moskwa mieli wielki wpływ na NHL, a największy zapewne na Detroit Red Wings w latach 90. XX wieku. Siergiej Fiodorow, Władimir Konstantinow i Wiaczesław Kozłow byli kluczowymi zawodnikami Skrzydeł gdy dołączyli do nich Fietisow i Łarionow, tworząc „Rosyjską Piątkę”. Tych pięciu graczy odegrało wielką rolę w zdobyciu przez Detroit Pucharu Stanleya w 1997 i 1998 roku. Dmitrij Mironow dołączył do składu w 1998 roku, zastępując Konstantinowa, który zakończył karierę 13 czerwca 1997 roku z powodu kontuzji. W 1998 roku najwięcej byłych zawodników CSKA (sześciu) zdobyło Puchar Stanleya.

### KHL
W inauguracyjnym sezonie KHL (2008/2009) CSKA wygrało dywizję Tarasowa i awansowało do play-off, gdzie dotarło do 1/4 finału Pucharu Gagarina (ostatecznie drużynę sklasyfikowano na 5. miejscu w lidze). W sezonie KHL (2009/2010) klub odpadł wcześnie w pierwszym etapie play-off, w ćwierćfinale Konferencji Zachód (13. miejsce). W edycji KHL (2010/2011) drużyna nie awansowała do play-off (19. miejsce), zaś w sezonie KHL (2011/2012) awansowała, lecz z ostatniej ósmej pozycji w Konferencji i uległa ponownie w ćwierćfinale Konferencji Zachód (16. miejsce). Trenerem klubu w latach 2011–2012 był Słowak Július Šupler. Od maja 2012 nowym szkoleniowcem jest Walerij Bragin, a menadżerem generalnym Siergiej Fiodorow. Przed nowym sezonem KHL (2012/2013) klub wsparł możny sponsor, przedsiębiorstwo Rosnieft, dzięki czemu przeprowadzono ofensywę transferową (pozyskani zostali m.in. Aleksandr Radułow, jego brat Igor, Dienis Dienisow, Mikko Mäenpää). W grudniu 2012 roku został odwołany trener Walerij Bragin. Jego następcą został Wiaczesław Bucajew. W lipcu nowym szkoleniowcem został mianowany Amerykanin John Torchetti. W kwietniu 2014 nowym trenerem został Dmitrij Kwartalnow. W połowie 2014 do sztabu weszli Władimir Czebaturkin i Igor Gorbienko. W maju 2017 jego następcą został mianowany dotychczasowy asystent Igor Nikitin. Z ówczesnego sztabu trenerskiego w połowie 2017 pozostali Władimir Czebaturkin i Dmitrij Pirożkow, odeszli Igor Gorbienko i Dmitrij Jaczanow, zaś dołączyli Dmitrij Juszkiewicz (starszy trener), Albiert Leszczow (trener) i Konstantin Własow.
W maju 2018 skompletowano nowy sztab trenerski asystentów Nikitina i Juszkiewicza, a wówczas do CSKA dołączyli Jewgienij Korieszkow, Rawil Jakubow oraz trener bramkarzy Sergejs Naumovs. W sezonie KHL (2018/2019) CSKA po raz pierwszy zdobyła Puchar Gagarina, zarazem po raz pierwszy tytuł mistrzów Rosji, a także została pierwszą drużyną, która wygrała sezon zasadniczy i fazę play-off w KHL. W połowie lipca 2021 nowym głównym trenerem CSKA Moskwa został ogłoszony Siergiej Fiodorow. W jego sztabie pozostali Jewgienij Korieszkow, Rawil Jakubow i Sergejs Naumovs. Od sierpnia do października 2021 przejściowo asystentem w sztabie był Aleksiej Troszczinski. W październiku 2021 do sztabu trenerskiego wszedł Władimir Czebaturkin, a po odejściu Korieszkowa w połowie 2022 także Igor Krawczuk. W połowie 2023 ze sztabu odszedł Czebaturkin.
W czerwcu 2025 ogłoszono, że głównym trenerem został po raz wtóry Igor Nikitin, a do jego sztabu weszli m.in. Dmitrij Juszkiewicz i Raszyt Dawydow.

## Sukcesy
Związek Radziecki
- Złoty medal mistrzostw ZSRR (32 razy): 1948, 1949, 1950, 1955, 1956, 1958, 1959, 1960, 1961, 1963, 1964, 1965, 1966, 1968, 1970, 1971, 1972, 1973, 1975, 1977, 1978, 1979, 1980, 1981, 1982, 1983, 1984, 1985, 1986, 1987, 1988, 1989
- Srebrny medal mistrzostw ZSRR (11 razy): 1947, 1952, 1953, 1954, 1957, 1967, 1969, 1974, 1976, 1990, 1992
- Brązowy medal mistrzostw ZSRR (1 raz): 1962
- Puchar ZSRR (12 razy): 1954, 1955, 1956, 1961, 1966, 1967, 1968, 1969, 1973, 1977, 1979, 1988
- Finał Pucharu ZSRR (2 razy): 1953, 1976

Rosja
- Złoty medal wyższej ligi: 1997
- Awans do Superligi: 2002
- Puchar Kontynentu: 2015, 2016, 2017, 2019, 2020, 2021
- Złoty medal mistrzostw Rosji: 2015, 2019, 2020 (uznaniowo)[35], 2022, 2023
- Srebrny medal mistrzostw Rosji: 2016, 2018
- Pierwsze miejsce w Dywizji Tarasowa w sezonie zasadniczym: 2009, 2013, 2015, 2016, 2017, 2018, 2019, 2020, 2021, 2023
- Pierwsze miejsce w Konferencji Zachód w sezonie zasadniczym: 2015, 2016, 2017, 2019, 2020, 2021
- Puchar Otwarcia: 2015, 2022
- Finał KHL o Puchar Gagarina: 2016, 2018
- Puchar Gagarina: 2019, 2022, 2023

Międzynarodowe
- Trzecie miejsce w Pucharze Europy (1 raz): 1967
- Puchar Europy (20 razy): 1969, 1970, 1971, 1972, 1973, 1974, 1976, 1978, 1979, 1980, 1981, 1982, 1983, 1984, 1985, 1986, 1987, 1988, 1989, 1990
- Puchar Spenglera (1 raz): 1991
- Finał Pucharu Spenglera: 2013

## Zawodnicy
Numery zastrzeżone
- 2 – Wiaczesław Fietisow
- 17 – Walerij Charłamow
- 20 – Władisław Trietjak
- 24 – Siergiej Makarow

## Kadra w sezonie2020/2021
| Bramkarze: - Lars Johansson - Aleksandr Szaryczenkow Obrońcy: - Artiom Błażyjewski - Artiom Czmychow - Klas Dahlbäck - Bogdan Kisielewicz - Nikita Makiejew - Mat Robinson - Jegor Rykow - Dmitrij Samorukow - Artiom Siergiejew |  | Napastnicy: - Siergiej Andronow – kapitan - Nikita Gołdobin - Nikita Korostielew - Pawieł Karnauchow - Mario Kempe - Brendan Leipsic - Andriej Łoktionow - Kiriłł Maksimow - Maksim Mamin - Konstantin Okułow - Aleksandr Popow - Nikita Rtyszczew - Anton Slepyszew - Nikita Sosznikow - Maksim Sorkin - Andriej Swietłakow - Maksim Szałunow - Iwan Tielegin |